# 자산 가격 결정
| 체제 자산군                                              | 균형 가격결정 | 위험 중립 가격결정 |
| -------------------------------------------------------- | --- | --- |
| 주식 (및 외환 및 상품; 위험 중립 가격결정을 위한 이자율) | - 자본자산 가격결정 모형 - 소비 기반 CAPM - 기간간 CAPM - 단일 지수 모형 - 다중 요인 모형 - 파마-프렌치 3요인 모형 - 카하트 4요인 모형 - 차익거래가격결정이론 | - 블랙-숄즈 - 블랙 - 가먼-콜하겐 - 헤스턴 - CEV - SABR - 콘-크리어-렌센 |
| 채권, 기타 이자율 상품                                   | - 바시첵 - 렌들먼-바터 - 콕스-잉거솔-로스 | - 호-리 - 헐-화이트 - 블랙-더먼-토이 - 블랙-카라신스키 - 칼로타이-윌리엄스-파보찌 - 롱스태프-슈워츠 - 첸 - 렌들먼-바터 - 히스-재로우-모튼 - 셰이엣 - 브레이스-가타렉-무시엘라 - LIBOR 시장 모형 |

금융경제학에서 자산 가격 결정(영어: Asset pricing)은 아래에 설명된 두 가지 상호 관련된 가격 원칙에 대한 공식적인 처리 및 개발과 그 결과로 나타나는 모형들을 의미한다. 다양한 상황에 맞춰 많은 모형들이 개발되었지만, 이들은 일반균형 자산 가격 결정 또는 합리적 자산 가격 결정 (후자는 위험 중립 가격 결정에 해당한다)에서 파생된다.
거의 동의어인 투자 이론(Investment theory)은 투자를 선택하는 의사결정 과정을 지원하는 데 사용되는 지식 체계를 포괄하며, 자산 가격 결정 모형은 해당 투자에 대한 자산별 요구수익률을 결정하고 헤지하는 데 적용된다.

## 일반균형 자산 가격 결정
일반균형이론 하에서 가격은 수요와 공급에 의해 시장 가격 결정을 통해 결정된다.

여기서 자산 가격은 각 자산의 공급량과 수요량이 해당 가격에서 일치해야 하는 요구 사항을 공동으로 충족한다. 이를 시장 청산이라고 한다. 이러한 모형은 현대 포트폴리오 이론에서 파생되었으며, 자본자산 가격결정 모형(CAPM)이 전형적인 결과이다. 여기서 가격은 거시경제 변수(CAPM의 경우 "전체 시장", CCAPM의 경우 전체 부)를 참조하여 결정되며, 개별 선호도는 그 안에 포함된다.
이러한 모형은 주어진 미래 투자 시점에서 "모든" 증권의 시장 가격의 통계적으로 도출된 확률 분포를 모델링하는 것을 목표로 한다. 따라서 이들은 "고차원"적이다. 수리금융학의 § 위험 및 포트폴리오 관리: P 세계를 참조하라. 일반균형 가격 결정은 다양한 포트폴리오를 평가할 때 사용되며, 여러 자산에 대해 하나의 자산 가격을 생성한다.
여기서 투자 또는 주식 가치를 계산하는 것은 다음을 수반한다.
(i) 해당 사업 또는 프로젝트에 대한 재무 예측;
(ii) 여기서 산출 현금 흐름은 선택된 모형이 반환하는 비율로 할인된다. 이 비율은 다시 이 현금 흐름의 "위험성", 즉 비체계적 위험 또는 분산 불가능한 위험을 반영한다;
(iii) 이 현재가치들은 집계되어 해당 가치를 반환한다.
참조: 재무 모델링 § 회계, 및 할인 현금 흐름을 이용한 가치 평가.
(대체적이지만 덜 일반적인 접근 방식은 회계 정보에 의존하여 회사의 예상 재무 성과를 기반으로 수익을 모델링하려는 T-모형과 같은 "근본적인 가치 평가" 방법을 적용하는 것이다.)

## 합리적 가격 결정
합리적 가격 결정 하에서 파생상품 가격은 기초자산 (균형에 의해 결정된) 증권 가격에 대해 차익거래가 없도록 계산된다.
논리의 개요는 합리적 가격 결정 § 파생상품 가격 결정을 참조하라.
일반적으로 이 접근 방식은 자산을 그룹화하지 않고 각 자산에 대해 고유한 위험 가격을 생성한다. 따라서 이 모형은 "저차원"적이다.
더 자세한 논의는 수리금융학의 § 파생상품 가격 결정: Q 세계를 참조하라.
옵션 가격과 그 "그릭스", 즉 민감도를 계산하는 것은 다음을 결합한다.
(i) 기초자산 가격 행동 또는 "과정"의 모형 - 즉, 관찰된 가격에 보정된 매개변수를 가진 선택된 자산 가격 결정 모형;
및
(ii) 기초자산 가격 범위에 대한 옵션 페이오프의 기댓값으로 프리미엄(또는 민감도)을 반환하는 수학적 방법.
참조: 옵션 평가 § 가격 결정 모형.
여기서 고전적인 모형은 블랙-숄즈로, 이는 파생상품을 포함하는 시장의 역학을 설명하며(옵션 가격 결정 공식), 더 일반적으로 마팅게일 가격 결정뿐만 아니라 위에서 나열된 모형들로 이어진다. 블랙-숄즈는 로그 정규 과정을 가정한다. 다른 모형들은 예를 들어, 평균회귀와 같은 특징을 통합하거나, 국소 변동성 또는 확률 변동성을 적용하여 "변동성 표면 인식"을 할 것이다.
합리적 가격 결정은 채권(단일 자산으로 구성됨)과 같은 고정 수입 증권에도 적용되며, 일반적으로 이자율 모델링에도 적용된다. 여기서 수익률 곡선은 개별 상품 가격에 대해 차익거래가 없어야 한다.
참조: 합리적 가격 결정 § 고정 수입 증권, 부트스트랩 (금융), 및 멀티 커브 프레임워크.
위에 나열된 모형이 이 상품의 옵션 및 기타 이자율 파생상품에 어떻게 적용되는지에 대한 논의는 단기 이자율 모형 및 히스-재로우-모튼 프레임워크를 참조하라.

## 상호 관계
이러한 원칙들은 자산 가격 결정의 기본 정리를 통해 상호 관련되어 있다.

여기서 "차익거래가 없는 경우, 시장은 가능한 시장 시나리오 집합에 대해 위험 중립 또는 균형 측정이라고 불리는 확률 분포를 부과하며, ... 이 확률 측정은 할인된 기댓값을 통해 시장 가격을 결정한다."
이에 상응하여, 이는 본질적으로 관찰된 균형 가격과 일치하는 (즉, 해결된) 위험 중립 확률 분포를 사용하여 재정적 결정을 내릴 수 있음을 의미한다. 금융경제학 § 차익거래 없는 가격 결정과 균형을 참조하라.
관련하여, 두 접근 방식 모두 애로-드브뢰 이론이라고 불리는 것과 일치한다.
여기서 모형은 "상태 가격"의 함수로 도출될 수 있다. 상태 가격은 특정 시간에 특정 상태가 발생하면 하나의 수량 단위를 지불하고 그렇지 않으면 0을 지불하는 계약이다. 취하는 접근 방식은 증권 가격이 상태 가격의 선형 조합으로 반환될 수 있으므로 (우발적 청구권 분석), 반대로 상태 가격이 주어지면 가격 결정 또는 수익률 모형을 역으로 도출할 수 있다는 것을 인식하는 것이다.

예를 들어, CAPM은 위험회피를 전체 시장 수익률과 연결하고 가격에 대해 재진술함으로써 도출될 수 있다. 블랙-숄즈는 수많은 가능한 현물 가격(즉, 상태) 각각에 이항 확률을 부여한 다음 공식의 항들을 재정렬함으로써 도출될 수 있다.
참조: 금융경제학 § 불확실성.

## 같이 보기
- 재무 개요 § 자산 가격 결정 이론
- 재무 개요 § 포트폴리오 이론